# Michajlov
Michajlov és un poble i municipi d'Eslovàquia. Es troba a la regió de Prešov, al nord del país.

## Història
La primera referència escrita de la vila data del 1557.

## Demografia
| Godina             | 1994 | 2004   | 2014    | 2024    |
| ------------------ | ---- | ------ | ------- | ------- |
| Nombre de persones | 122  | 112    | 96      | 81      |
| Diferència         |      | −8,19% | −14,28% | −15,62% |

| Godina             | 2023 | 2024   |
| ------------------ | ---- | ------ |
| Nombre de persones | 83   | 81     |
| Diferència         |      | −2,40% |